# Tetragnatha macracantha
Tetragnatha macracantha är en spindelart som beskrevs av Gillespie 1992. Tetragnatha macracantha ingår i släktet sträckkäkspindlar, och familjen käkspindlar. Inga underarter finns listade i Catalogue of Life.